# مارک کیوبن

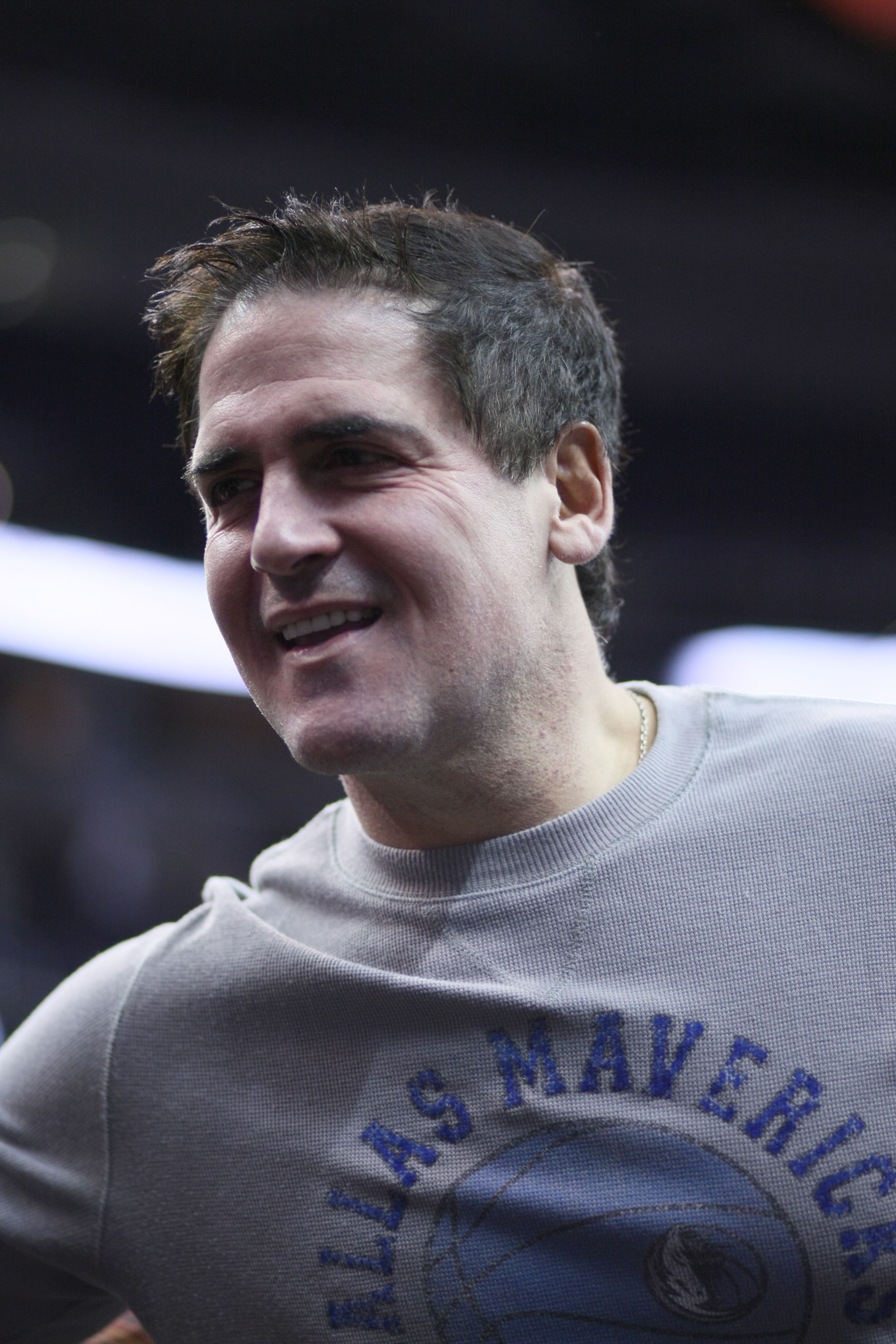

مارک کیوبن (به انگلیسی: Mark Cuban) (زاده ۱۹۵۸ در پنسیلوانیا) کارآفرین و سرمایه‌دار آمریکایی است.
کیوبن صاحب تیم دالاس ماوریکس، شرکت HDNet، و چند شرکت دیگر است.
او فارغ‌التحصیل دانشگاه ایندیانا است، و از خبره‌ترین سرمایه‌داران نسل جدید آمریکا محسوب می‌گردد. وی هم‌اکنون ۲٫۳ میلیارد دلار ثروت دارد.
او به داشتن زبانی تند و شخصیتی جنجالی معروف است، بطوریکه تا کنون نزدیک به ۲ میلیون دلار توسط اتحادیه ملی بسکتبال آمریکا بخاطر فحش و ناسزاگویی به داوران بازیهای ان بی ای جریمه شده‌است.

## در سیاست
کیوبن تأمین‌کننده مخارج فیلمیست که هالیوود از کشتار محمودیه در سال ۲۰۰۷ ساخته گردید. این فیلم Redacted نام دارد. کیوبن بخاطر این تصمیم خود مورد حملاتی نیز قرار گرفت.
او در انتخابات ریاست جمهوری سال ۲۰۰۸ آمریکا از مایکل بلومبرگ حمایت کرد.